# Nicole Süßmilch
Nicole Süßmilch (* 2. Mai 1980 in Berlin) ist eine deutsche Sängerin.

## Werdegang
Süßmilch hatte bereits als 14-Jährige ihre ersten öffentlichen Auftritte als Sängerin und begleitete im Alter von 15 Jahren die Rockband Puhdys auf einer Tournee.
Einem breiteren Publikum bekannt wurde sie ab Herbst 2002 als Teilnehmerin der ersten Staffel der Castingshow Deutschland sucht den Superstar, bei der sie am Ende den sechsten Rang belegte. Kurz darauf spielte sie im Musikvideo zu Daniel Küblböcks Single You Drive Me Crazy eine Nebenrolle.
Anfang 2005 nahm sie in Begleitung des Sängers Marco Matias an der Deutschen Vorentscheidung zum Eurovision Song Contest teil. Mit dem von Ralph Siegel und Bernd Meinunger produzierten Titel A Miracle of Love erreichte sie im Televoting den zweiten Platz. Danach arbeitete sie als Kosmetikerin. Im April 2011 nahm sie am Casting für die Sendung X Factor teil.
Auftritte bei DSDS
| Mottoshow (Datum)                 | Lied                                 | Originalinterpret | Anrufer in Prozent                   |
| 2. Top-30-Show (7. Dezember 2002) | Underneath Your Clothes              | Shakira           | zwischen 7 und 11 % (Platz 4 von 10) |
| Musical (11. Januar 2003)         | Don’t Cry for Me Argentina aus Evita | Julie Covington   | 16,0 % (Platz 3 von 7)               |
| 80er Jahre (18. Januar 2003)      | Eternal Flame                        | The Bangles       | 6,0 % (Platz 6 von 6)                |

## Diskografie
Singles
- 2005: A Miracle of Love (mit Marco Matias)
- 2005: The Keys to My Car